# Rättshandlingsförmåga
Med rättshandlingsförmåga eller rättshabilitet menas en fysisk eller juridisk persons rätt att själv eller genom ombud agera med rättsligt bindande verkan. Till exempel kan en fysisk person ingå avtal eller ge bort egendom. Den som saknar rättshandlingsförmåga kan däremot inte själv ingå bindande avtal eller utföra andra rättshandlingar.
Ett aktiebolag och ekonomiska föreningar har egen rättshandlingsförmåga. 
En enskild firma, enkelt bolag och handelsbolag har inte någon rättshandlingsförmåga. I enkla bolag och när man bedriver näring under enskild firma (alltså under en viss beteckning som skiljer sig från ens eget namn) är det alltid man själv som fysisk person som ingår eventuella avtal, och binds personligen till dessa.
Fysiska personer saknar, så länge de är barn eller minderåriga (omyndiga), helt eller delvis rättshandlingsförmåga, dock aldrig rättsförmåga; se överförmyndare. Personer från 16 års ålder har begränsad rättshandlingsförmåga. Alla vuxna har normalt rättshandlingsförmåga, såvida de inte handlar under påverkan av en psykisk störning, har förvaltare eller är i konkurs.